# Benafigos
Benafigos – gmina w Hiszpanii, w prowincji Castellón, we wspólnocie autonomicznej Walencja, o powierzchni 35,6 km². W 2011 roku liczyła 165 mieszkańców.